# Ashton Holmes

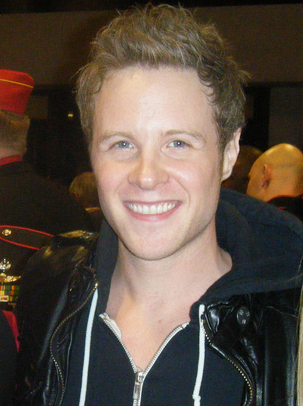
Ashton Holmes

Ashton Holmes (17 tháng 2 năm 1978-) là một diễn viên điện ảnh đương đại của Mỹ.

## Tiểu sử
Ashon Holmes Sinh tại Albany, New York vào ngày 17 tháng 2 năm 1978.
Ngay từ khi mới 4 tuổi, anh đã bị thu hút bởi sự kì diệu của phim ảnh khi được mẹ đưa đi xem bộ phim thiếu nhi nổi tiếng "Peter Pan". Anh còn khao khát được đóng vai Luke Skywalker trong Star War. Chính những ước mơ từ thuở thiếu thời này đã khiến anh tham gia lớp học diễn xuất khi mới lên 6 và anh bắt đầu xuất hiện ở các rạp hát. Ngoài ra anh cũng tham gia vào Học viện Albany.

## Sự nghiệp phim ảnh

### Điện ảnh
| Năm  | Tên                         | Vai diễn         |
| ---- | --------------------------- | ---------------- |
| 2008 | Smart People                | James Wetherhold |
| 2007 | Wind Chill                  | Guy              |
| 2007 | Normal Adolescent Behavior  | Sean             |
| 2007 | What We Do Is Secret        | Rob Henley       |
| 2006 | Peaceful Warrior            | Tommy            |
| 2005 | A History of Violence       | Jack Stall       |
| 2004 | A Million Miles to Sunshine | Rice             |
| 2003 | Raising Hell                | Zach Adler       |

### Truyền hình
| Năm         | Tên                               | Tập                        | Vai diễn                            |
| ----------- | --------------------------------- | -------------------------- | ----------------------------------- |
| 2006        | Boston Legal                      | Các tập: 3.2-3.4           | Scott Little                        |
| 2005        | Ghost Whisperer                   | Voices (Mùa 1)             | Kirk Jensen                         |
| 2005        | Timeless                          |                            | Narrator                            |
| 2004        | Cold Case                         | Maternal Instincts (Mùa 1) | Sean Morgan còn gọi là Bobby Gordon |
| 2003        | Law & Order: Special Victims Unit | Soulless (Mùa 4)           | Davis Harrington                    |
| 2002 - 2003 | One Life to Live                  |                            | Greg                                |